# Monttea
Monttea je rod grmova i drveća iz porodice trpučevki, dio je tribusa Angelonieae.
Na popisu se nalazi 3 vrste iz Čilea i Argentine. Rod je opisan u Flora Chilena 4(4): 416–418, t. 51. 1849.

## Vrste
1. Monttea aphylla (Miers) Hauman
2. Monttea chilensis J.Gay; tipična vrsta
3. Monttea schickendantzii Griseb.

## Sinonimi
- Oxycladus Miers; Proc. Linn. Soc. 2: 156 (1851), et in Trans. Linn. Soc. 21: 146. t. 18 (1853)